# Cúmulo abierto M46
Messier 46 (también conocido como M46 o NGC 2437) es un cúmulo abierto en la constelación Puppis. Fue descubierto por Charles Messier en 1771.
M46 está a una distancia de unos 5.400 años luz desde la Tierra con una edad estimada de unos 300 millones de años. El cúmulo contiene unas 500 estrellas de las cuales 150 son más brillantes que magnitud 13. Su diámetro espacial es de alrededor 30 años luz.
Se desconoce la relación de la nebulosa planetaria NGC 2438 con el cúmulo; habitualmente se ha pensado que es un objeto en primer plano, pero otros estudios muestran que pueden estar asociados.